# Sindhudurg

Distriktets läge i Maharashtra.

Sindhudurg är ett distrikt i delstaten Maharashtra i västra Indien. Befolkningen uppgick till 868 825 invånare vid folkräkningen 2001, på en yta av 5 207 kvadratkilometer. Den administrativa huvudorten är byn Oras medan den största staden är Sawantwadi. 

## Administrativ indelning
Distriktets är indelat i åtta tehsil (en kommunliknande enhet):
- Devgad
- Dodamarg
- Kankavli
- Kudal
- Malwan
- Sawantwadi
- Vaibhawadi
- Vengurla

## Städer
Distriktets städer är Kankavli, Kudal, Malwan, Sawantwadi och Vengurla. Oras, distriktets administrativa huvudort, är klassad som by.